# 포들라스키에현

포들라스키에현의 문장

포들라스키에현(폴란드어: Gubernia podlaska, 러시아어: Подлясская губерния)은 1837년부터 1844년까지 존재했던 러시아 제국의 폴란드 입헌왕국의 현으로 현도는 시에들체이다. 1844년 루블린현에 합병되면서 폐지되었으며 1867년에는 시에들체현이 다시 신설되었다.